# Rivière Camitogama
Rivière Camitogama är ett vattendrag i Kanada.   Det ligger i provinsen Québec, i den sydöstra delen av landet, 240 km nordväst om huvudstaden Ottawa.
I omgivningarna runt Rivière Camitogama växer i huvudsak blandskog. Trakten runt Rivière Camitogama är nära nog obefolkad, med mindre än två invånare per kvadratkilometer.